# Mike Zimmer
Michael Zimmer, né le 5 juin 1956 à Peoria dans l'Illinois est un entraîneur américain de football américain.

## Biographie

### Entraîneur en université (1979-1993)
Mike Zimmer intègre l'équipe technique des Tigers du Missouri de 1979 à 1980, comme assisant défensif. Il continua sa carrière avec les Wildcats de Weber State (1981-1988) occupant les postes d'entraîneur des linebackers puis des defensive backs. Il est promu au poste coordinateur défensif au sein des Cougars de Washington State (1989-1993).

### Les débuts en NFL (1994-2013)
Mike commence sa carrière en NFL avec les Cowboys de Dallas, il est promu coordinateur défensif en 2000 à Dallas. Il occupera le même poste au sein des  Falcons d'Atlanta lors de la saison 2007 et finalement aux Bengals de Cincinnati de 2008 à 2013.

### Vikings du Minnesota (2014-2021)
Il est nommé entraîneur principal des Vikings du Minnesota le 15 janvier 2014.
Lors de la saison 2016 de la NFL, il fait l'actualité en souffrant d'une rétine détachée lors d'une rencontre contre les Bears de Chicago. Dans les jours suivant la rencontre, il doit subir plusieurs opérations chirurgicales qui lui font manquer une rencontre pour la première fois en 23 ans de carrière.
Après avoir raté la phase éliminatoire pour une seconde saison consécutive, il est renvoyé par les Vikings le 10 janvier 2022.

### Cowboys de Dallas (2024)
Le 12 février 2024, Mike Zimmer s'engage avec les Cowboys de Dallas comme coordinateur défensif, poste qu'il avait déjà occupé entre 2000 et 2006. A la fin de la saison 2024, il n'est pas conservé après le départ de Mike McCarthy.

## Statistiques comme entraîneur
| Équipe               | Saison         | Saison régulière | Saison régulière | Saison régulière | Saison régulière | Saison régulière | Phase éliminatoire | Phase éliminatoire | Phase éliminatoire | Phase éliminatoire                                                |
| Équipe               | Saison         | G                | P                | N                | % victoires      | Classement       | G                  | P                  | % victoires        | Résultat                                                          |
| -------------------- | -------------- | ---------------- | ---------------- | ---------------- | ---------------- | ---------------- | ------------------ | ------------------ | ------------------ | ----------------------------------------------------------------- |
| Vikings du Minnesota | 2014           | 7                | 9                | 0                | 43,8             | 3e NFC Nord      | -                  | -                  | -                  | -                                                                 |
| Vikings du Minnesota | 2015           | 11               | 5                | 0                | 68,8             | 1er NFC Nord     | 0                  | 1                  | 0                  | Défaite contre les Seahawks de Seattle en tour de barrage         |
| Vikings du Minnesota | 2016           | 8                | 8                | 0                | 50               | 3e NFC Nord      | -                  | -                  | -                  | -                                                                 |
| Vikings du Minnesota | 2017           | 13               | 3                | 0                | 81,3             | 1er NFC Nord     | 1                  | 1                  | 50                 | Défaite contre les Eagles de Philadelphie en finale de conférence |
| Vikings du Minnesota | 2018           | 8                | 7                | 1                | 53,1             | 2e NFC Nord      | -                  | -                  | -                  | -                                                                 |
| Vikings du Minnesota | 2019           | 10               | 6                | 0                | 62,5             | 2e NFC Nord      | 1                  | 1                  | 50                 | Défaite contre les 49ers de San Francisco au tour de division     |
| Vikings du Minnesota | 2020           | 7                | 9                | 0                | 43,8             | 2e NFC Nord      | -                  | -                  | -                  | -                                                                 |
| Vikings du Minnesota | 2021           | 8                | 9                | 0                | 47,1             | 3e NFC Nord      | -                  | -                  | -                  | -                                                                 |
| Totaux Vikings       | Totaux Vikings | 72               | 56               | 1                | 56,2             |                  | 2                  | 3                  | 40                 |                                                                   |